# Nicholas Eames
Nicholas Eames (ur. w Wingham, Ontario) – kanadyjski pisarz fantasy. Studiował kierunek związany z teatrem. Mieszka w Ontario. Zadebiutował w 2017 powieścią Królowie Wyldu. Książka została uznana za najlepszą powieść fantasy 2017 przez portal fantasy-faction.com.  Jego debiut zdobył także David Gemmell Awards for Fantasy w 2018 w kategorii The Morningstar Award for Best Fantasy Newcomer. Książka wygrała konkurs  r/Fantasy Stabby Award w kategorii Best Debut Novel 2017.

## Twórczość
Seria Saga
- Królowie Wyldu (ang. Kings of the Wyld), 2017 wyd. Orbit, ISBN 0-316-36247-6; w Polsce wyd. Rebis, ISBN 978-83-8062-309-5
- Krwawa Róża (ang. Bloody Rose), 2018, wyd. Orbit, ISBN 0-356-50904-4; w Polsce wyd. Rebis, ISBN 978-83-8062-509-9